# Obafemi Awolowo
Jeremiah Obafemi Awolowo (ur. 6 marca 1909 w Ikenne w stanie Ogun, zm. 9 maja 1987 tamże) – nigeryjski prawnik i polityk.

## Zarys biografii
Był synem chłopa z ludu Joruba. Pracował jako reporter prasowy i przywódca związkowy do momentu wyjazdu do Londynu, gdzie zdobył kwalifikacje prawnicze. W tym czasie napisał obszerną pracę pt. Path to Nigerian Freedom (Droga do wolności Nigerii), w której opowiadał się za autonomią wewnętrzną każdego z plemion nigeryjskich w ramach luźnej federacji. Po powrocie do Nigerii w 1951 założył Grupę Czynu (ang. Action Group), aby chronić kulturę Joruba. 
W 1954 objął funkcję premiera Nigerii Zachodniej. W 1963 trafił do więzienia za rzekomy spisek mający na celu obalenie rządu federalnego, lecz w 1966 uwolnił go Yakubu Gowon, którego popierał w czasie domowej wojny w Nigerii z plemieniem Ibo. W 1978 założył Partię Jedności Nigerii (ang. Unity Party of Nigeria) i stanął do wyborów prezydenckich. Przegrał je, a jego partia została zdelegalizowana w 1983.